# 香港警察學院

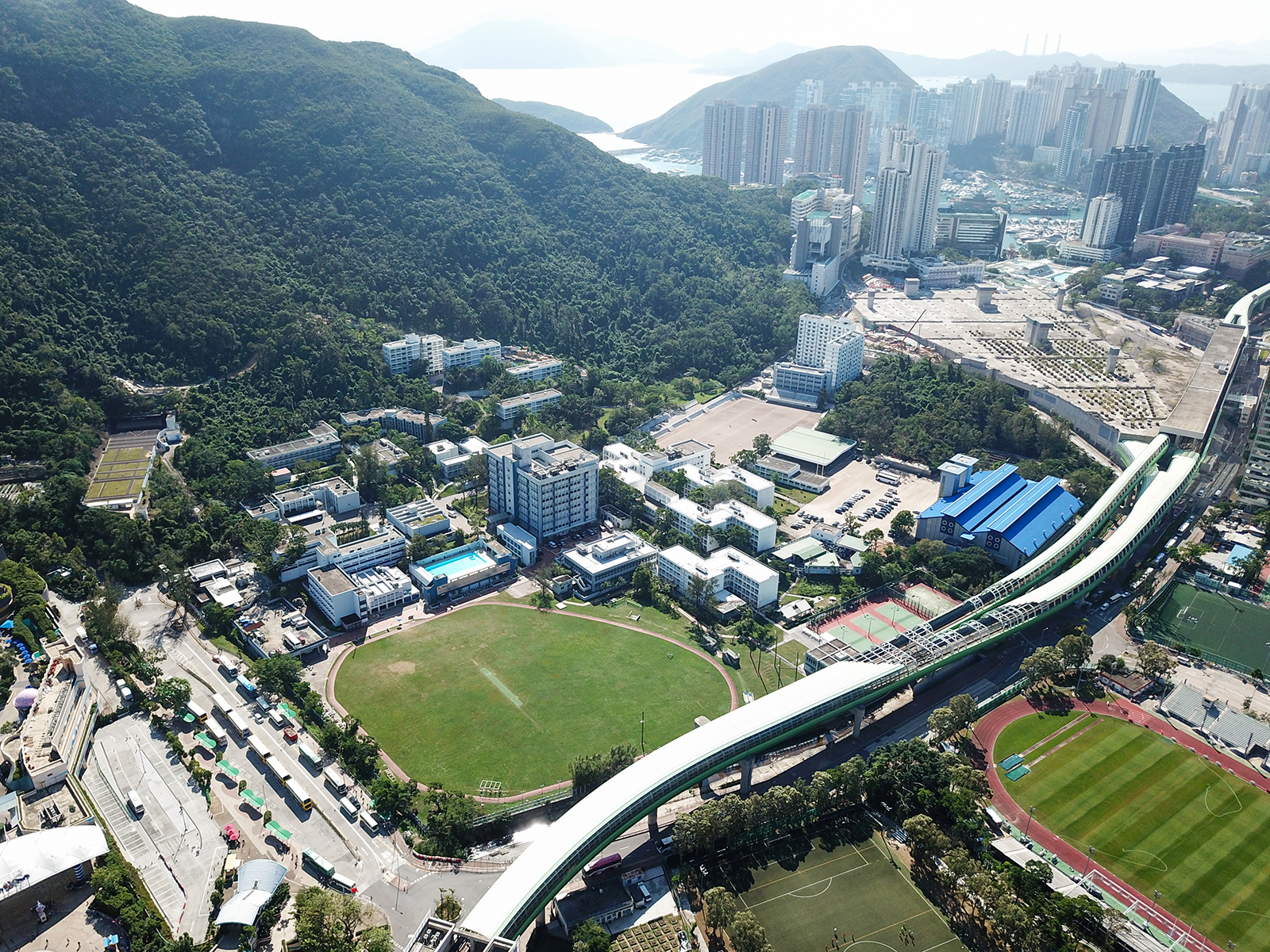
香港警察學院（黃竹坑校舍）

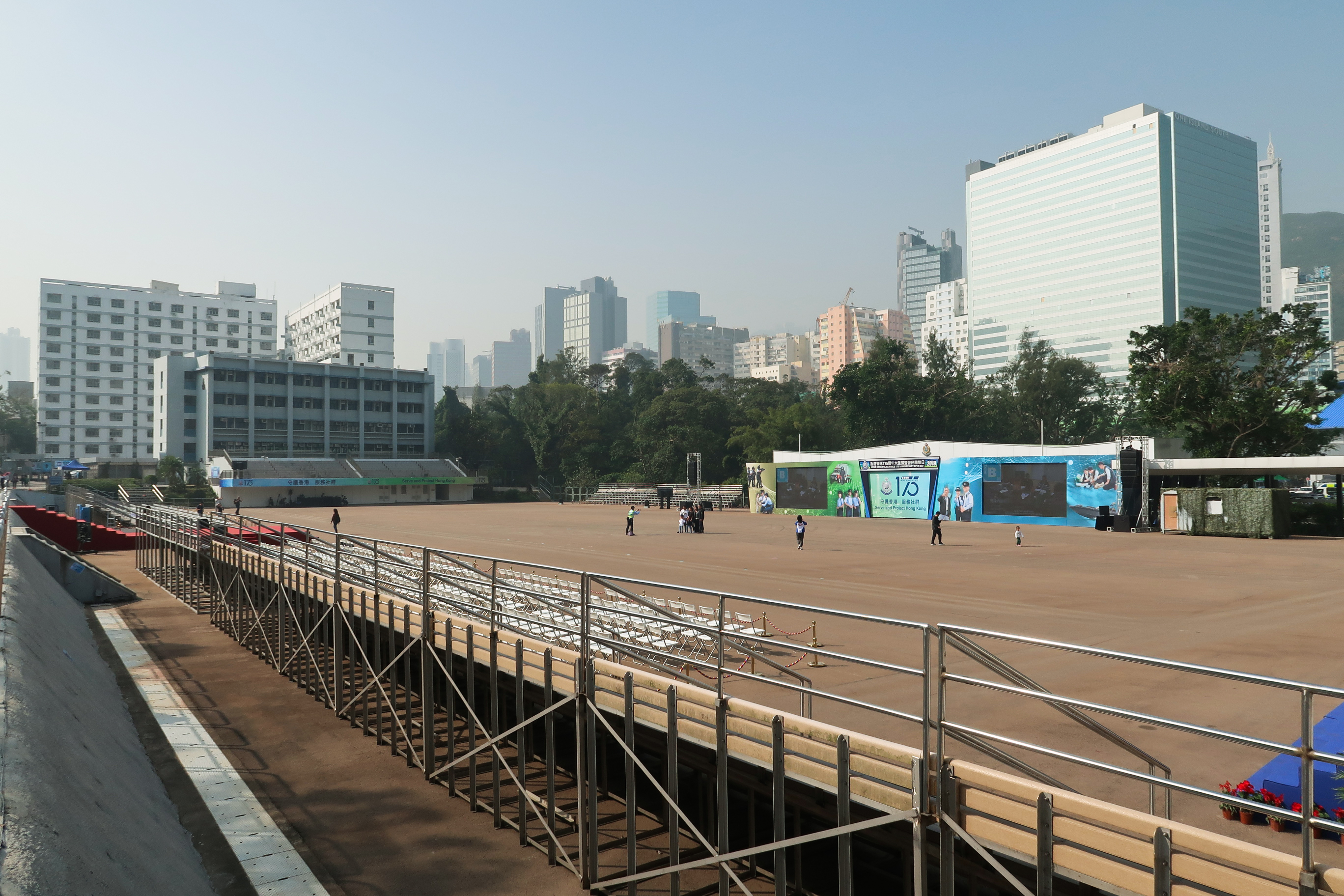
大操場

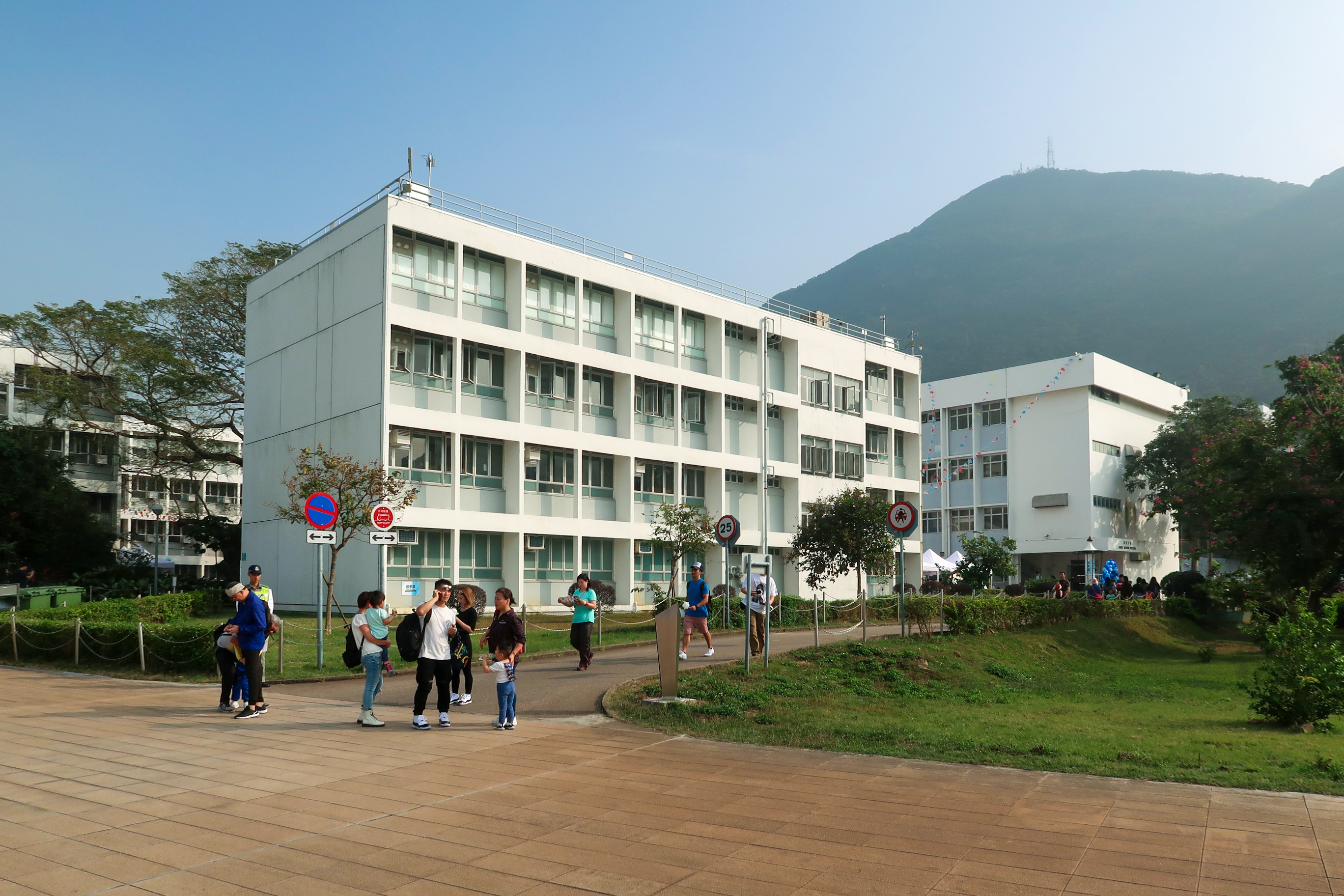
宿舍

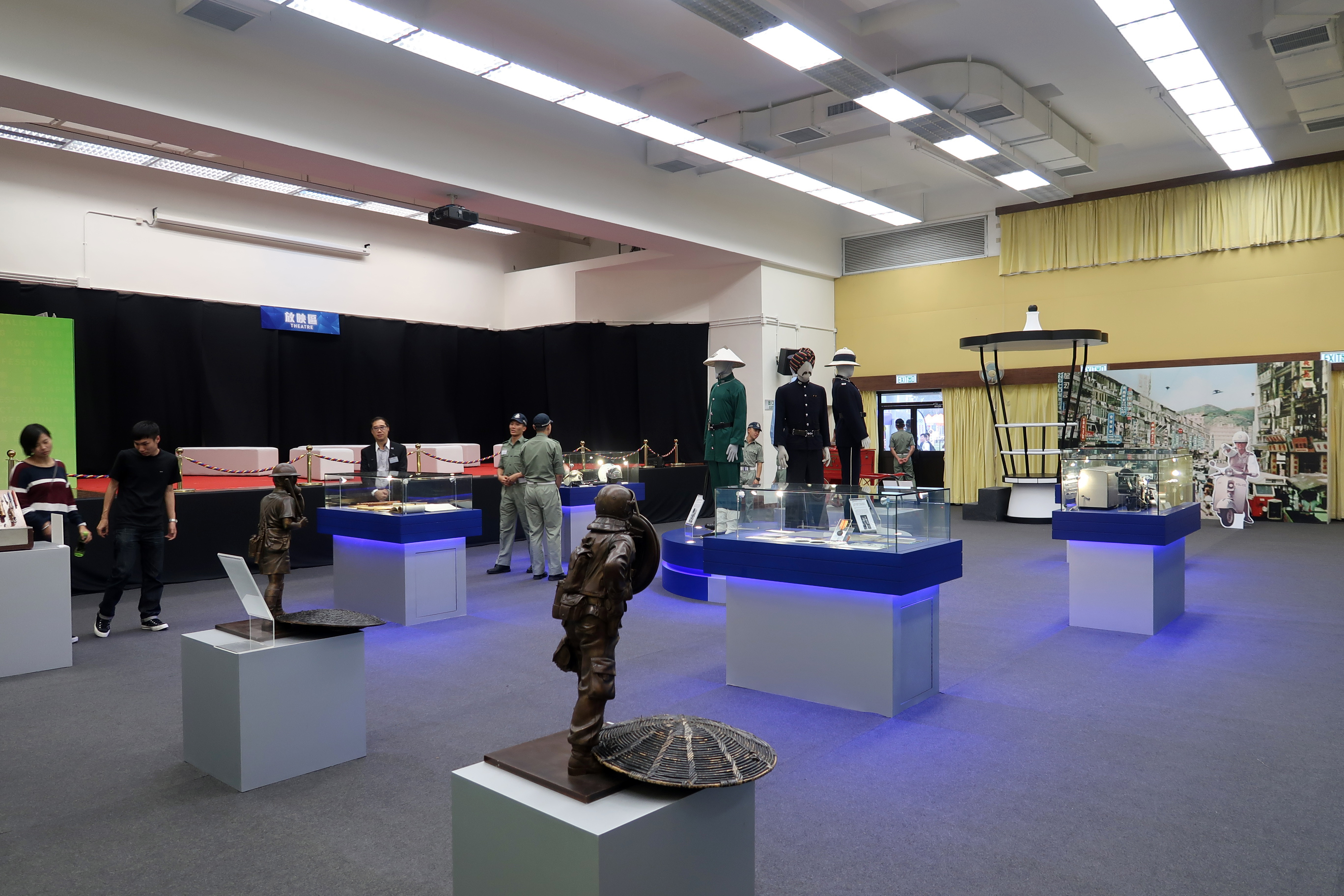
下體育館在2019年「香港警隊175周年大匯演暨警民同樂日」舉行歷史發展展覧

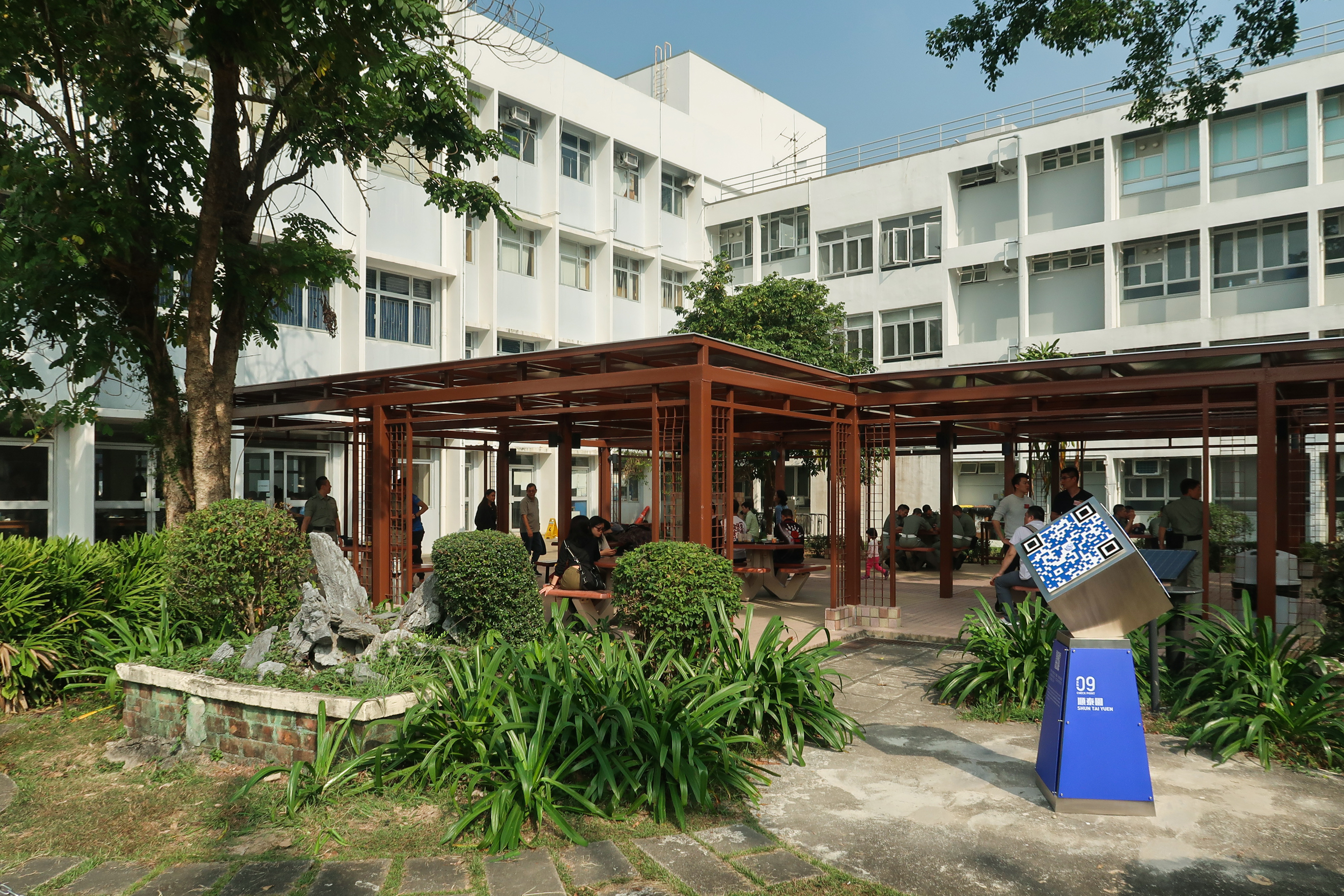
順泰園

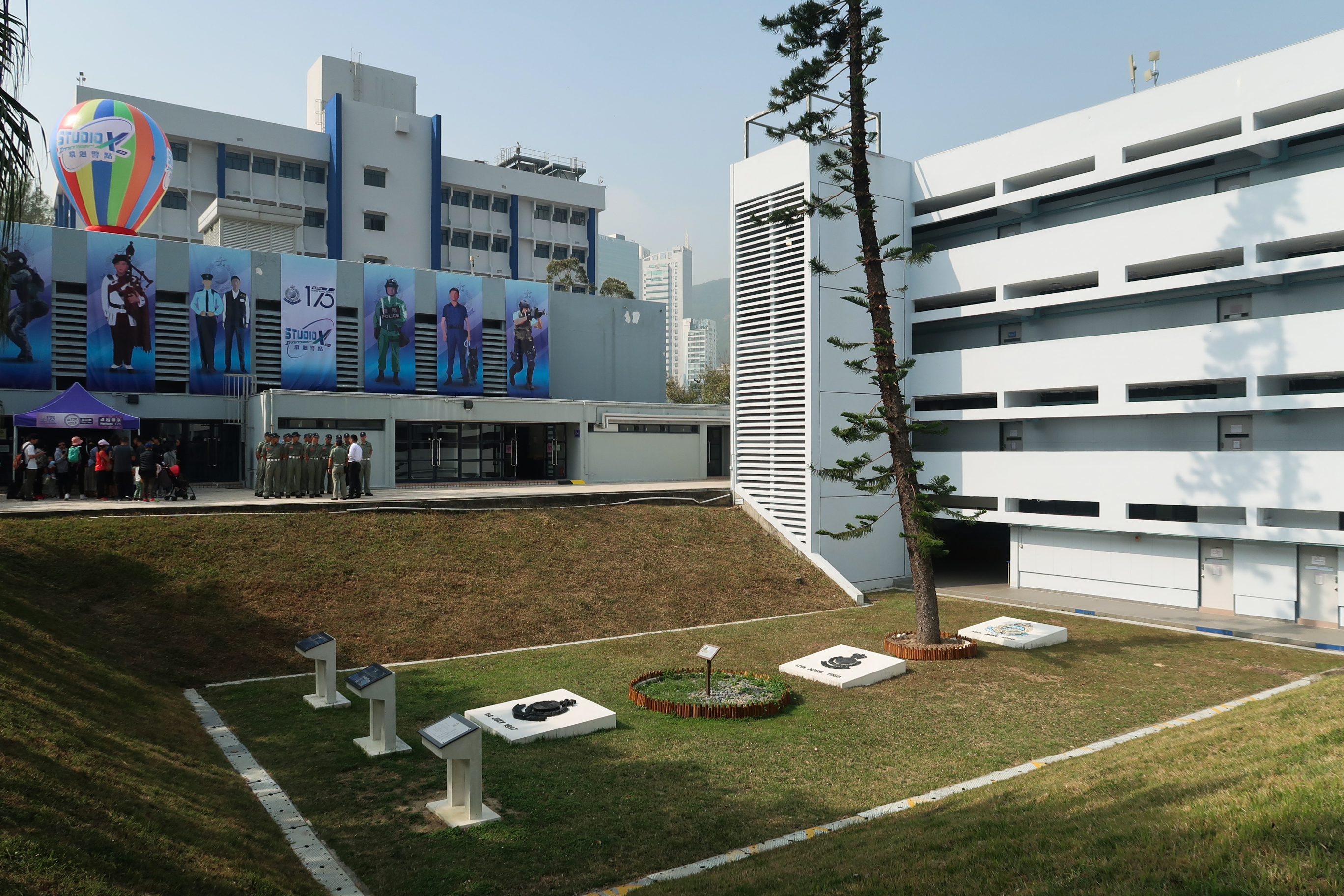
警校紀念公園豎立了三個不同時期香港警隊徽號的石碑

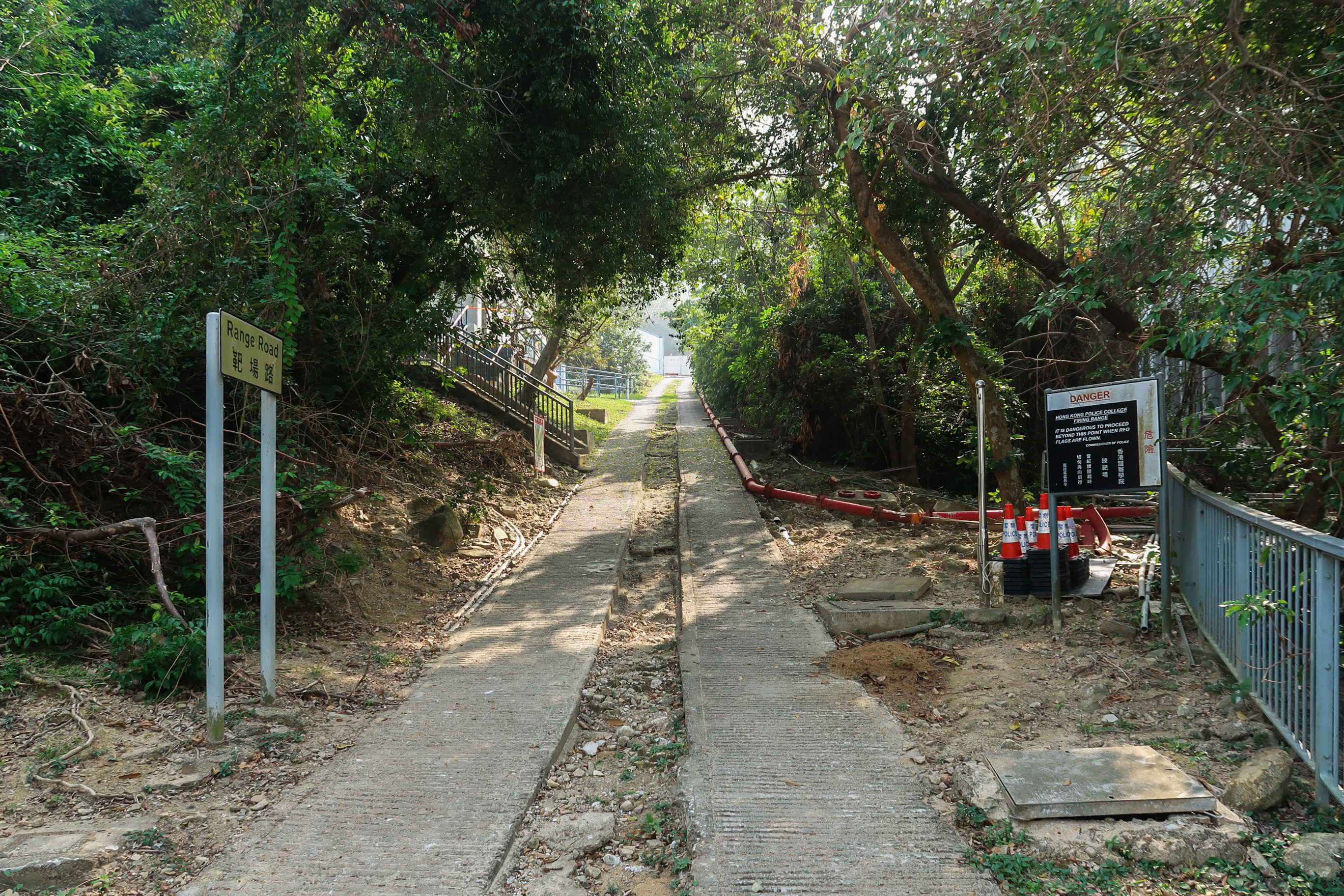
靶場路

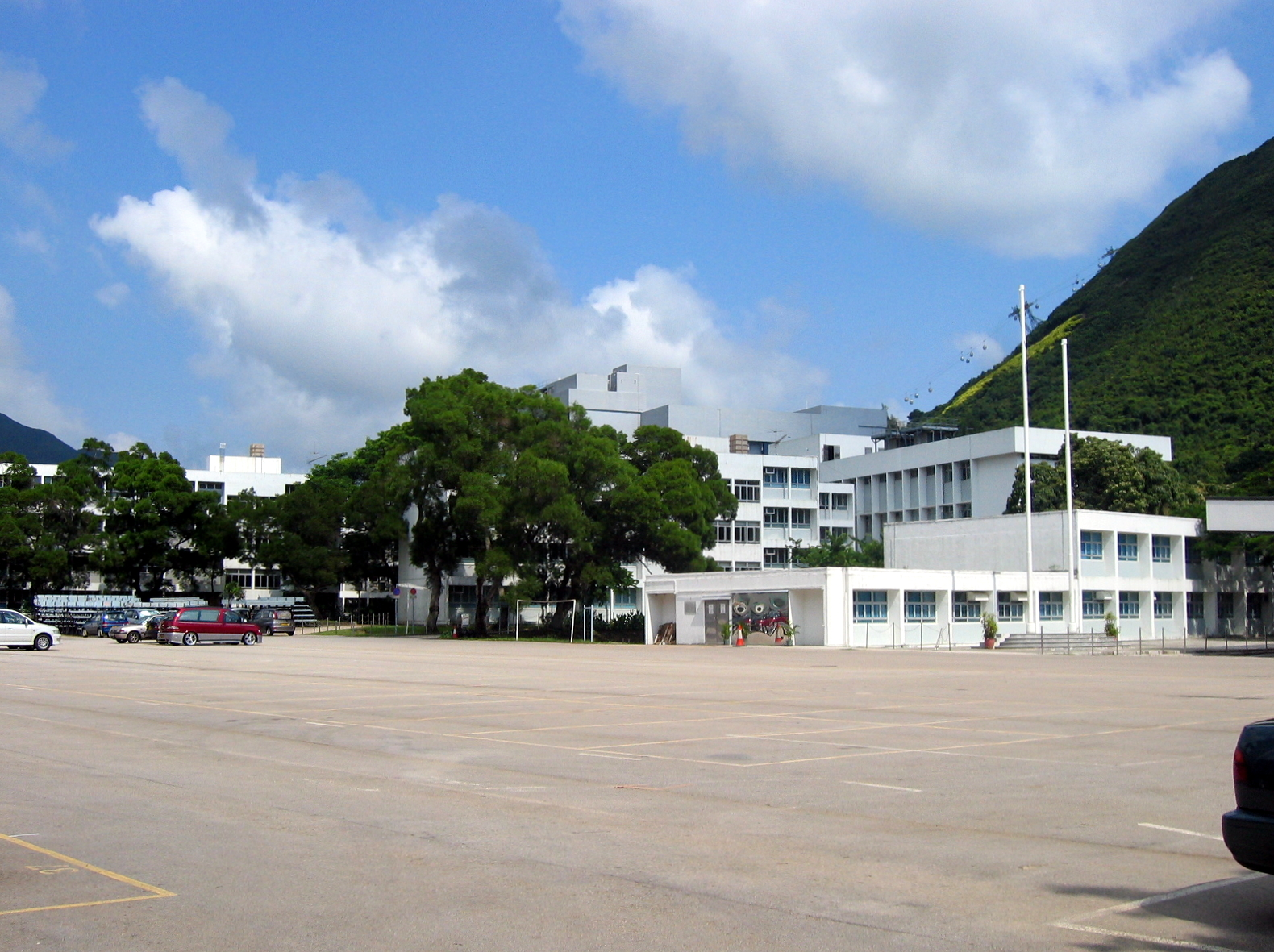
學院停車場（2005年）

香港警察學院（英語：Hong Kong Police College，縮寫：HKPC）前身為警察訓練學校（英語：Police Training School，縮寫：PTS），於1948年成立，隸屬於香港警務處人事及訓練處，為警務處的主要訓練培育機構，負責絕大部份有關訓練及進修的事宜（不包括內部保安、高度專門的特別訓練等等，上述均由其他部門或者學校負責），以警察學院及大學混合的模式運作，是香港紀律部隊中唯一授予專上教育的學院。香港警察學院不單為到新入職的或是在職各職級的警務人員提供訓練，同時亦為其他香港紀律部隊、香港政府部門、海外執法機關以至國際刑警組織提供訓練課程；部分教官亦獲得邀請為國際刑警組織警察培訓專家小組的人員。
至2008年創校60週年，逾51,000名學習警員和逾6,400名見習督察在此接受過訓練，並且宣讀香港警察誓詞。當學習警員和見習督察完成所有訓練後便會舉行結業會操，成為具有執法權力的警務人員，投效香港社會，執行警察職務。

## 宗旨及使命
根據警務處官方網站，學員以成為世界上卓越領先的警察培訓中心之一為抱負，並以培訓出才幹卓越和正直的專業警務人員，竭誠為市民服務作使命。。

## 組織
- 香港警察學院：由一名警務處助理處長出任院長（英文：Director），要就警務處的培訓及發展政策的實施向人事及訓練處處長（警務處高級助理處長）負責；由兩名總警司出任副院長（英文：Deputy Director），領導近600名教官和職員，在同一時間有逾30種不同的訓練課程同步進行。除了教官，香港警察學院至2012年年初額外有17位名譽顧問和3位名譽導師[4]。
  - 行政及支援科
  - 人力資源及財務科
  - 基礎訓練學校
    - 見習督察訓練科
      - 見習督察訓練組
      - 實習訓練組
      - 進修訓練組

    - 警察樂隊
    - 學警訓練科
      - 學警訓練組
      - 操練及槍械訓練組

    - 支援科
      - 支援組
      - 行政及財務組
      - 建築物及場地組
      - 體能及急救訓練組

    - 槍械訓練科

  - 專業發展學校
    - 初級警務人員發展學習科
      - 警佐訓練組
      - 警員訓練組
      - 模擬法庭訓練組

    - 管理學習科
    - 警察行動學習科
      - 資訊科技學習組

    - 訓練統籌及聯絡科

  - 專項研修學校
    - 偵緝訓練中心
      - 災難遇害者辨認組

    - 警察駕駛及交通訓練中心：前身為於1951年成立的警察駕駛學校，基地位於紅磡警署，其後經過多次遷移。於1991年，隨著港口及啟德機場的發展，遷移至粉嶺馬會道芬園（即皇家警察少年訓練學校原址）作為永久基地，佔地65,000平方米，設施包括一座滑輪胎場及兩座駕駛訓練場等等。因應房屋發展，該中心將遷入位於缸瓦甫的新建警察學院分址[5]。警察駕駛及交通訓練中心負責為各部門警務人員提供駕駛及交通相關的訓練，同時每年檢查所有持有警察車輛駕駛牌照的人員的駕駛水平；與此同時，其亦為警務處內的政府駕駛許可證的審核及簽發單位。每年，由一名警司領導逾70名人員的警察駕駛及交通訓練中心為近2,000名人員提供各種類的駕駛訓練。
      - 汽車駕駛訓練組，負責為警務處提供所有與駕駛相關的訓練，包括車輛結構、駕駛理論、保養知識、操控車輛基本技巧、緊急情況下駕駛、防衛性駕駛（包括緊急停車、高速倒後駕駛、尋找掩護物及逃避及處理障礙物等）、處理滑胎情況、滑胎情況駕駛、電單車基本技術訓練、平衡控制、油門操控、手掣及腳掣運用、警察專用月台使用、公路攔截車輛訓練及障礙場駕駛訓練等等。
      - 電單車駕駛訓練組
      - 駕駛考驗組
      - 交通訓練組（英文：Traffic Training Unit，縮寫：TTU），於2012年3月15日配合警務處的支援前線組別策略行動計劃而成立，負責提供與交通事務相關的訓練，包括基礎交通實務課程、模擬交通意外現場處理訓練、交通意外調查及酒後駕駛呼氣測試訓練等，並且為交通督導員提供基礎以及在職訓練。為了支援有關計劃，交通訓練組邀請了海外專家來到香港提供訓練，當中包括鐳射槍、道路管理及藥後駕駛的專家，並且派遣人員遠赴英國、加拿大、美國及澳洲接受執法訓練。交通訓練組的導師全為兼任性質，共70名，全部由其單位所屬的高級警司所挑選[6]。至2015年，交通訓練組從交通總部撥歸警察駕駛及交通訓練中心。
        - 交通器材訓練組（英文：Traffic Equipment Training Unit，縮寫：TETU），於2015年1月31日成立，從交通訓練組接收標準化的交通執法設備使用訓練任務。由一名高級督察或者督察、一名警署警長和5名警長所組成[7]。
        - 發展及支援組

      - 發展及支援組

    - 研究中心
      - 研究資料庫及支援
      - 研究事務組
      - 警察圖書館

    - 學習計劃科
    - 學習服務科
    - 培訓科技科
    - 考評中心

詳請參見 學院各中心（页面存档备份，存于）

### 歷任校長、院長
- 謝樹俊(2006年至2008)
- 卓振賢(2008年至2010)
- 鄔達士（Kevin Woods）
- 鄭仕廉
- 劉保祿警務處助理處長
- 劉賜蕙警務處助理處長（2016年1月至2019年3月）
- 張靜警務處助理處長（2019年3月至2022年3月）
- 王忠巡警務處助理處長（2022年3月至2023年4月）
- 陳綺麗警務處助理處長（2023年4月至今）

### 歷任副校長、副院長
- 李仲華總警司(2019年）

### 校區

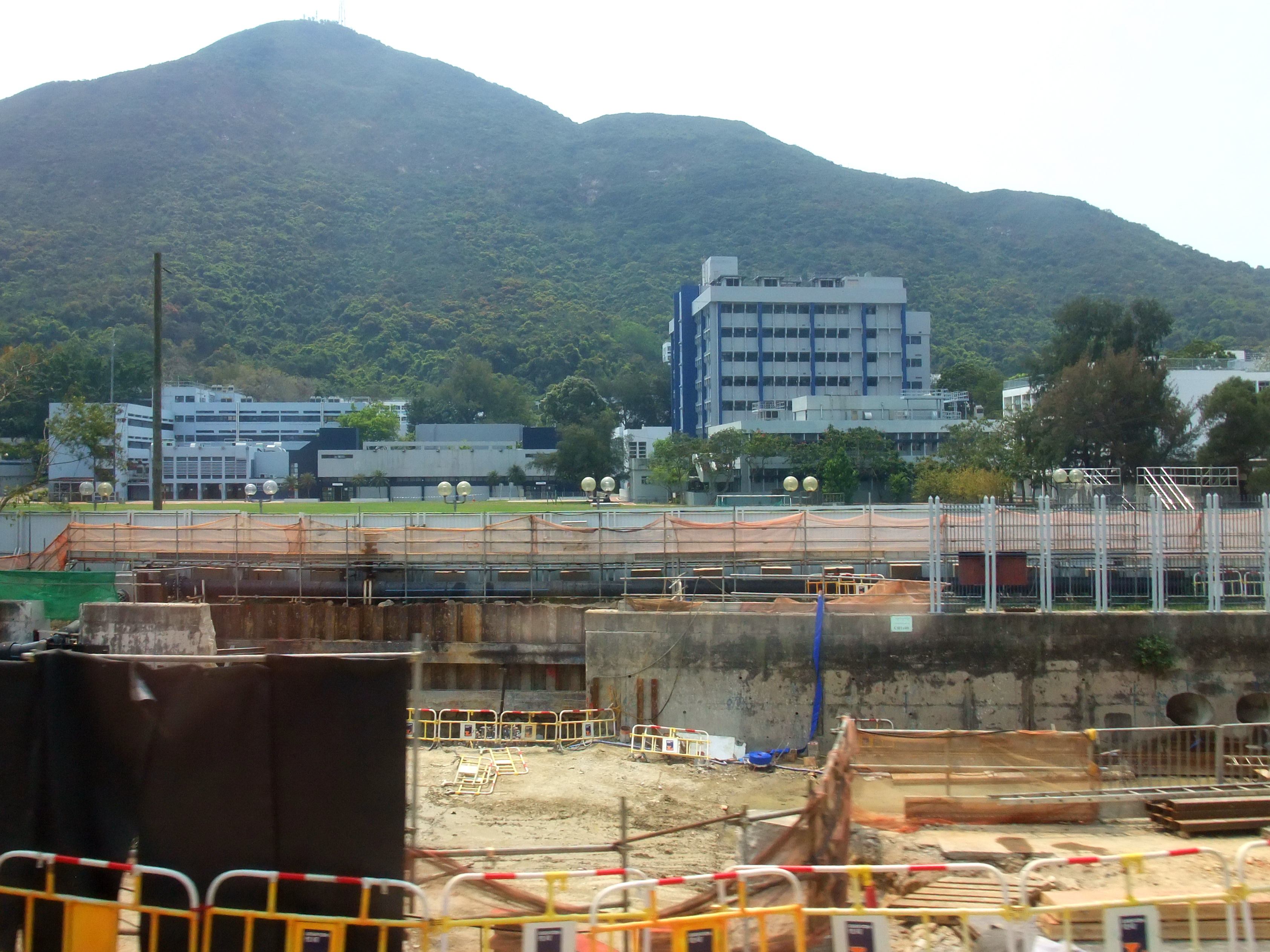
香港警察學院（黃竹坑校舍）的前方道路為海洋公園道，前方為正在進行的港鐵南港島綫工程，後方為南朗山。

- 香港警察總部：位於灣仔軍器廠街1號警政大樓20樓，設有室內練靶場、模擬法庭及警隊圖書館等設施。
- 香港警察學院：位於黃竹坑海洋公園道18號，設有課室、警隊圖書館、健身房、體育館、跑道、操場、室外練靶場、模擬報案室及戰術訓練大樓等設施。[8]
- 缸瓦甫警察訓練設施（興建中）：位於文錦渡缸瓦甫路，將設有練靶場、警察駕駛及交通訓練中心、反恐訓練場地及直升機坪，取代北區數處警察學院設施[5]。

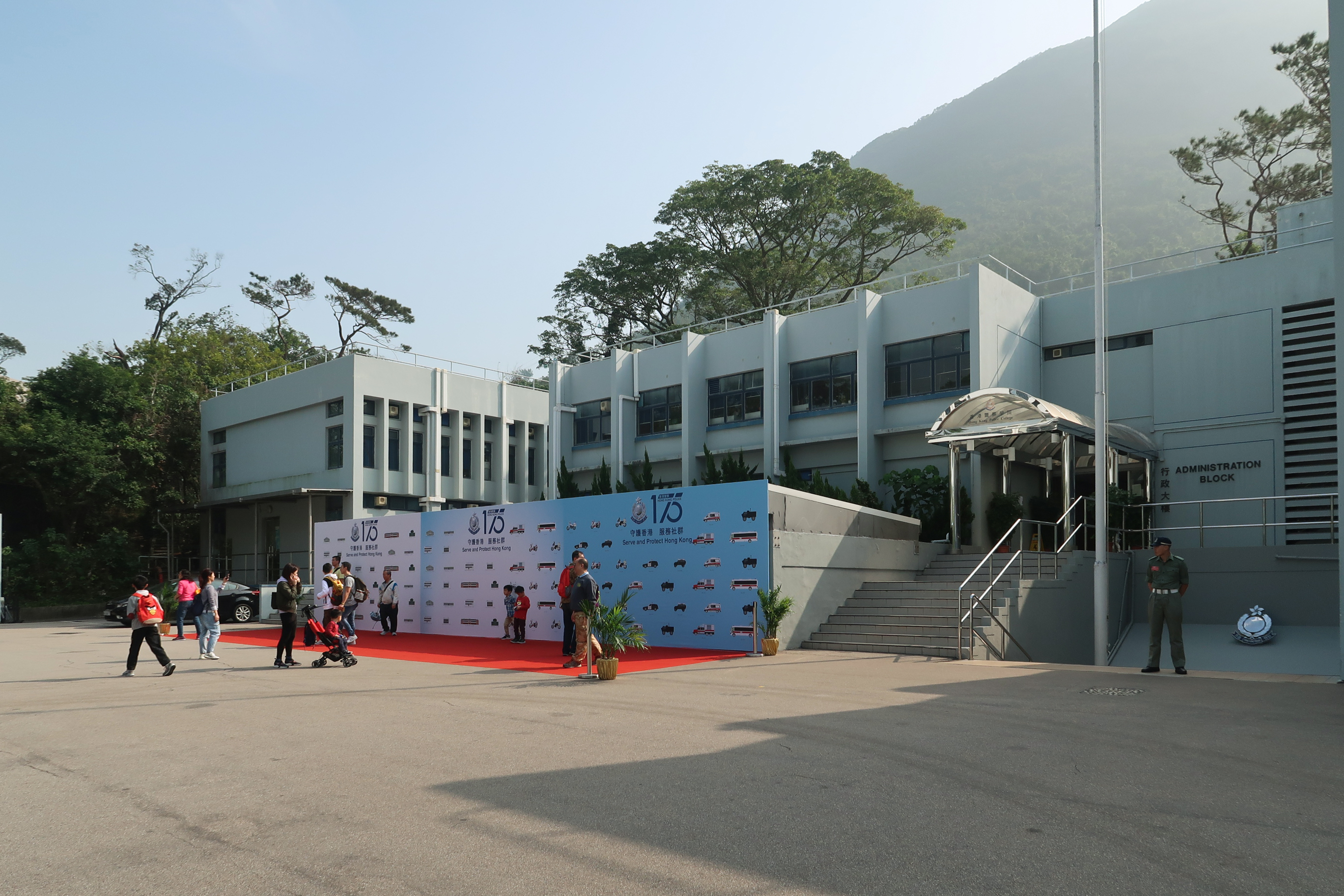
行政大樓
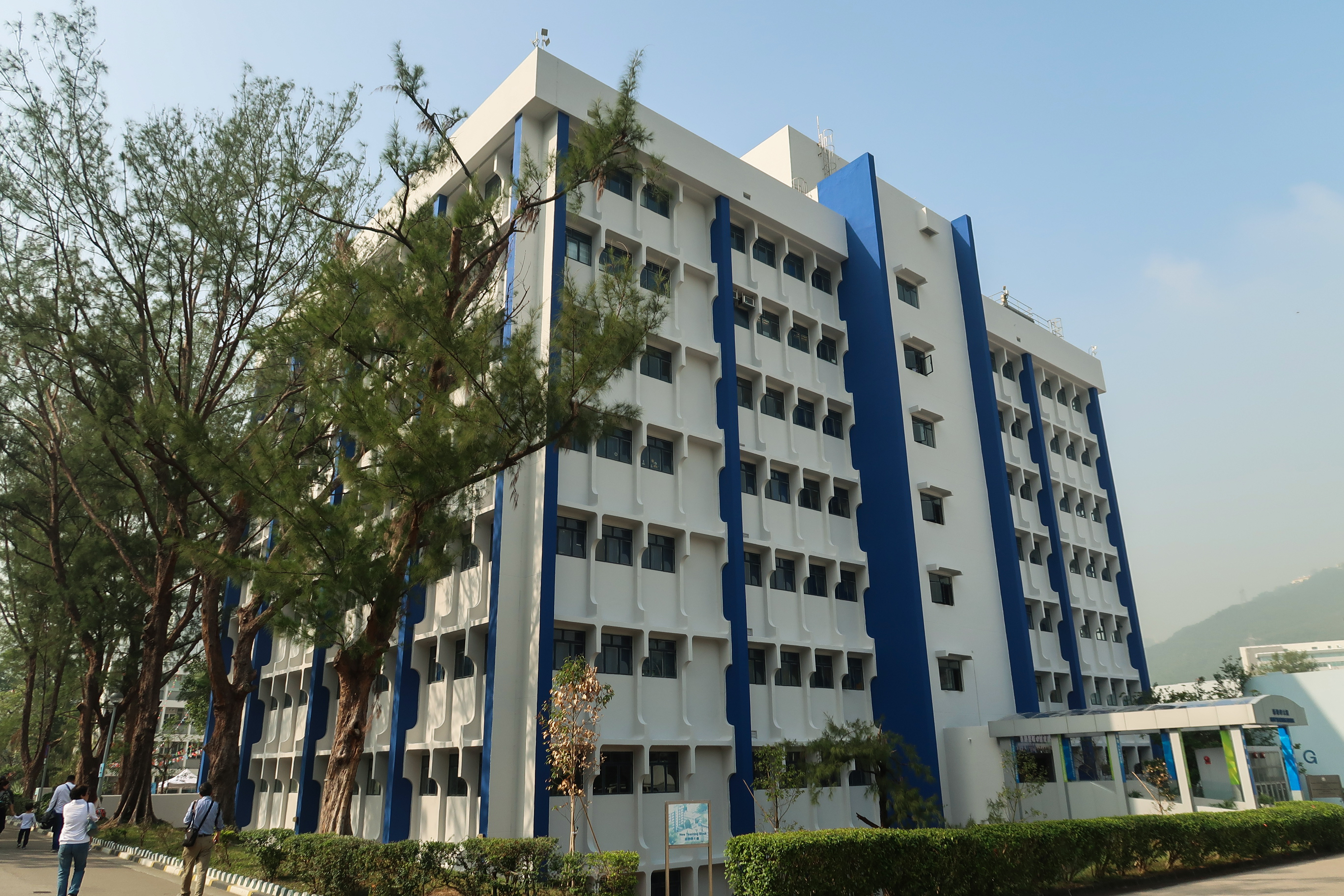
新教學大樓
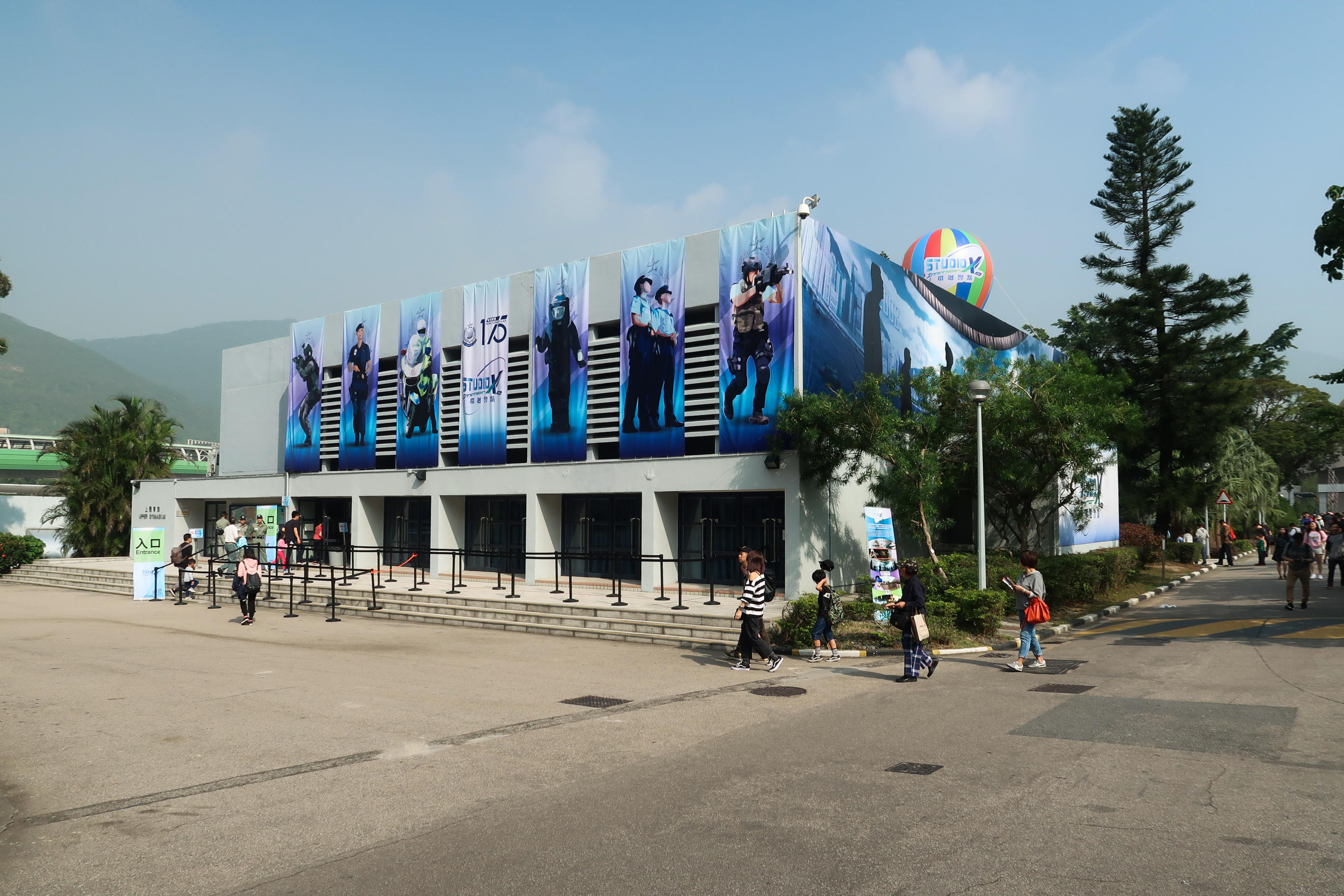
上體育館
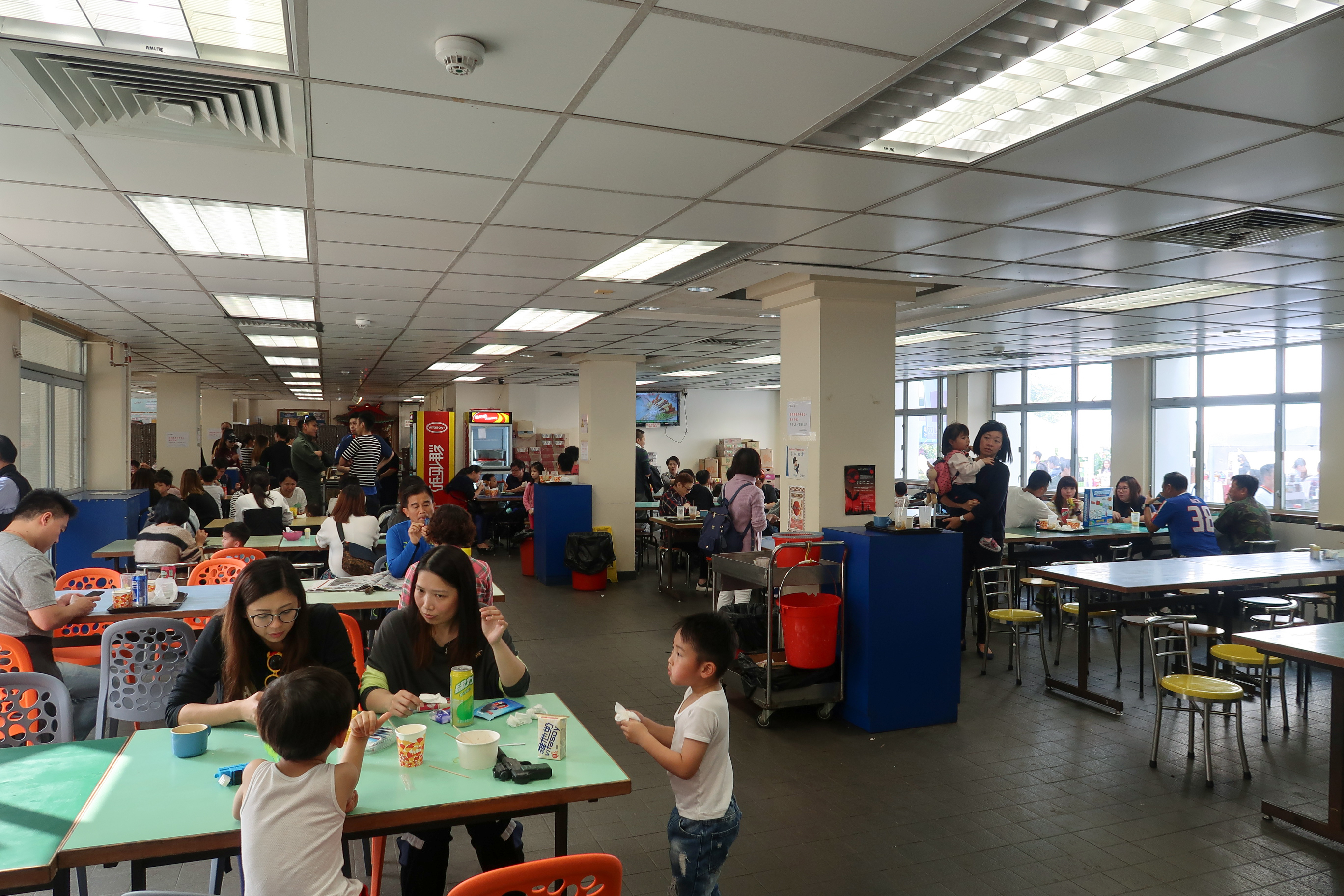
莫榮大樓（茶水部）
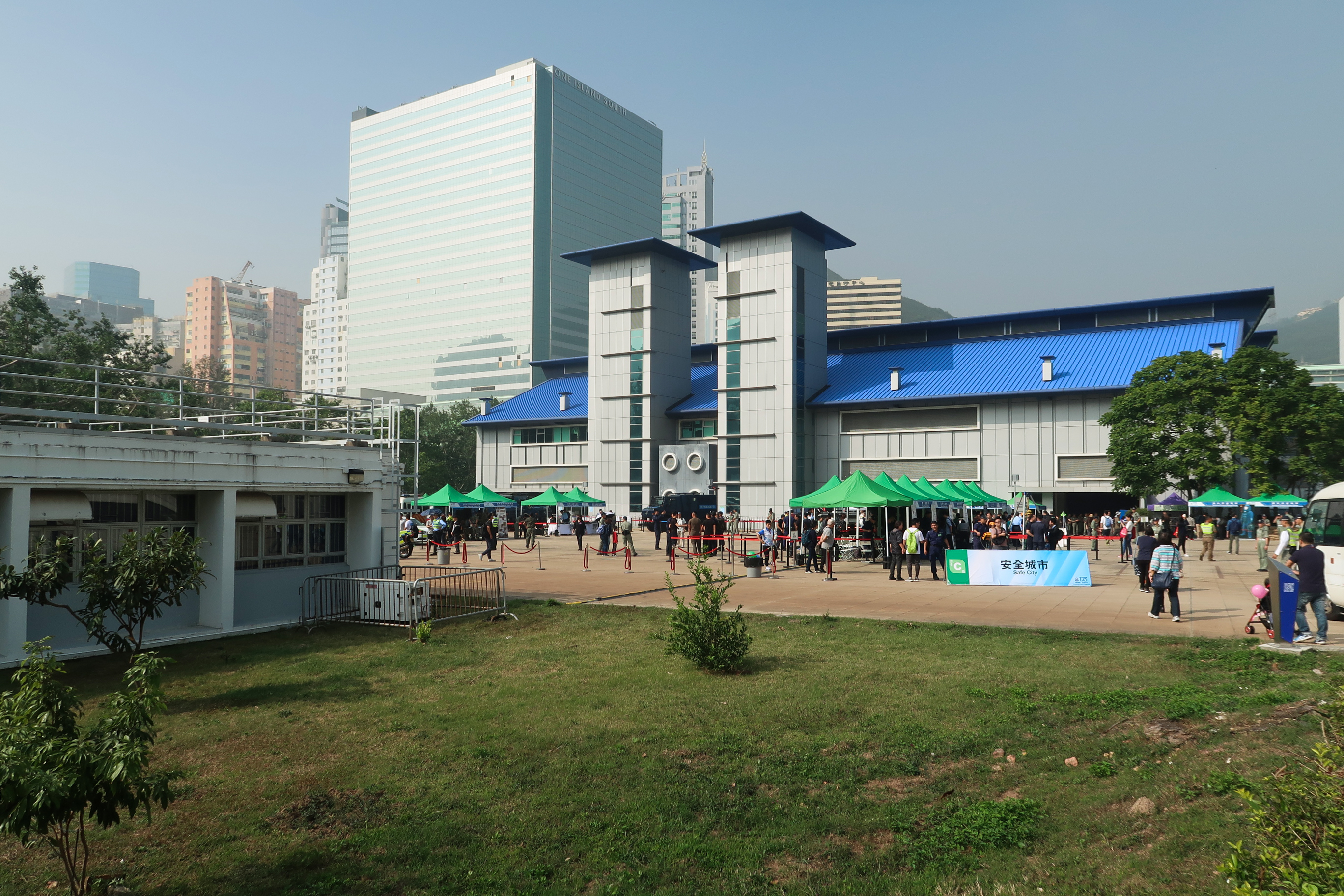
戰術訓練大樓

## 歷史

### 警察學堂創立
香港警察訓練可以追溯至警隊成立初期的1840年代，當時的訓練基地位於大館（舊中區警署）3樓。1893年，梅含理出任警察隊長期間創立了警察學堂，規定每名獲聘者必須在學堂接受訓練後，方能成為警務人員。

### 多次遷移
1928年起，警察學堂遷入舊旺角警署所在的建築物。1940年代，警察學堂位於赤柱聖士提反書院附屬小學現址；當時由師爺教授法例，由英國軍隊少校操練。第二次世界大戰展開後及香港淪陷前，香港社會急須大量警務力量維持香港治安，警務處因時制宜，將學習警員原來6個月的訓練濃縮至5個月。香港重光後，幾經演變及發展，黃竹坑警察宿舍於1948年被改建為警察訓練學校。

### 改革
2002年，一系列改善警務處的培訓的計劃被提出，計劃建議重組訓練部，加強課程內容、完善教學模式、提升學習質素及確認學歷水平，為警務人員提供更高質素的培訓。同年年初，訓練部作出全面性檢討，提出將警察訓練學校升格為警察學院的初步建議。幾經研究，訓練部最終制訂了一份具前瞻性、為期10年的發展計劃，分兩階段同步進行。翌年3月，訓練部公佈了《探討建立警察學院，成為一所卓越警察訓練中心》的可行性研究，提出改善警務處的培訓的計劃，建議重組訓練部，與香港專上學院合作，及成立香港警察學院。為進一步提供專業化的警察訓練，警察學院在成立時透過公開投標程序揀選了香港公開大學（今香港都会大学）作為合作夥伴，共同提供學習警員訓練課程。2005年10月，警務處與香港公開大學簽署合約，在學警基礎訓練課程共同開辦社會科學和警務心理學相關課程。

### 升格為警察學院
經過多年籌備，香港警察學院於2006年1月1日成立。學習警員在接受訓練期間，獲邀使用香港公開大學院內設施，畢業後可以獲得香港公開大學頒發執法及保安管理證書，而且可以涵接香港公開大學所開辦的其他深造課程以至更高學歷課程，並且獲得優待豁免30學分，藉此鼓勵警員持續進修。期後，為進一步加強專業化的訓練及培養終身學習的文化，警察學院決定與大學的合作關係擴大至見習督察訓練課程。同年，學院名譽顧問及導師計劃開始，目標是吸納警務處內外的專家分別出任顧問和導師，為警察學院提供專業意見及進行培育訓練事務，領域包括領導及策略管理、體能、法證科學中的文件鑑辨、法律及法庭程序、輔助醫療、社會科學、政治科學、談判技巧及心理學等。
2007年，兩間電子學習室在香港警察學院設立。
2008年5月，警務處舉辦新一輪招標，以揀選合適的大學共同提供訓練課程予學習警員及見習督察，香港公開大學再次被揀選為合作夥伴，有關計劃為期3年。合作計劃包括見習督察於完成訓練後，獲得香港公開大學頒發50學分以修讀執法及保安管理社會科學榮譽學士課程（160學分）。當畢業見習督察通過督察級第二級標準考試，及在考試合格後累積兩年年資，就會再次獲得公開大學頒發30學分，以至獲頒發學分總數達80學分，以修讀榮譽學士課程。與一般香港公開大學學生不同，見習督察在修讀該課程時可以節省約7萬港元學習費用，並且能夠縮短達3年的修讀時間。此次計劃的落實，標誌著香港警察學院發展成為一所卓越警察訓練中心的里程碑。
2012年10月17日，額外3間電子學習室在香港警察學院設立。

### 獲得香港資歷架構認可
為了提升效能及應付未來的培訓需求，香港警察學院於2013年4月進行架構改革。此外，香港警察學院於同年7月成立籌備工作小組，就學習警員及見習督察的基礎訓練課程向香港學術及職業資歷評審局申請職業資歷評審。同時，基礎訓練中心根據質素保證程序開展檢討及修訂學習警員及見習督察的基礎訓練課程的相關事務，期望進一步提升學習警員及見習督察的能力和才幹，以達到前線警務執勤行動時所需要的職務要求。同年10月，香港警察學院向香港學術及職業資歷評審局遞交意向聲明，及於2014年2月呈交評審文件。後者因而成立了一個由英國、加拿大、澳洲及香港專家所組成的評審小組，於同年5月13日至16日親臨香港警察學院（香港仔校舍）考察。同年6月26日，香港學術及職業資歷評審局確認香港警察學院所頒發的學習警員的警務專業文憑及見習督察的警務領導及管理專業文憑均通過課程評審，兩課程分別獲認可為香港資歷架構中的第四級別（與高級文憑及副學士學位相同級別）及第五級別（與學士學位相同級別）。

## 評定
2006年，香港警察學院自行研發的多人互動模擬系統，獲得兩項國際殊榮，包括Adobe 2007 Max Awards通訊及協作組別亞軍，以及《Training》雜誌舉辦的培訓科技應用獎「軟技能──商業模擬實況系統」組別2007年全年最佳項目。這套高度互動的電腦模擬系統，讓學習警員在虛擬環境下進行決策、協調和領導才能等方面的訓練，並大體減省成本且提升培訓效能。這套系統後來在 Brandon Hall Research 中分別獲頒發卓越培訓成就獎和最佳創意科技組別銀獎，以表揚香港警察學院在研發及應用培訓科技中的傑出成就。系統開發以來，贏取得香港及國際間6個培訓及科技獎項。
2008年1月，警察學院的網上訓練管理系統正式全面推行，除提供課程資料外，更把報名及甄選等行政程序全面自動化。警察學院繼初級警務人員發展學習科的培訓課程於2003年獲頒ISO認證後，警察行動學習科的培訓課程於2009年12月獲頒授ISO 9001:2008認證，成為學院內第二個獲香港品質保證局正式認證的品質管理機構。
2008年，為推廣及協調警隊內各項研究活動，警察學院推出警隊研究獎勵計劃，透過嘉許人員在警務學業方面的專業及學術研究，提升警隊的研究能力和效能。
2009年，香港警務處榮獲2009年度香港最受推崇知識型企業大獎和亞洲最受推崇知識型企業大獎，乃是首個亞洲及香港政府部門榮獲此獎。亞洲最受推崇知識型企業大獎是國際知名的年度大獎，目的是表揚一些以知識為主導的機構，在智慧資本和社會價值的增長上超越同儕。評審團特別讚揚香港警務處透過高層管理警員的領導，不斷培育知識工作者。評審團評定，警隊的知識管理在10方面表現卓越。警察學院研究中心主管蔡展鵬指出，評審團高度讚揚警隊整個團隊在實踐知識管理方面所作出的努力卓有成效，其中包括：警隊能夠將其知識管理目標與機構的工作流程聯繫起來、警隊的目標、抱負及策略性計劃與其知識管理策略一致、警隊有一個清晰的知識管理架構、警隊能在極複雜的工作環境中成功推行知識管理、警隊領導層作出全面承擔和大力支持、警隊的知識管理活動能幫助警員迅速作出正確決定、警隊有各種正式及非正式的知識分享活動、警隊的知識管理已進入成熟階段—從將知識系統化發展至現今的以人為基礎的知識管理、能儲備及全面運用機構的智慧資本和有上佳的顧客為本理念，並能將理念推展至前線警員。
2009年5月18日，香港警察學院於全球104個國家及地區，合共有逾44,000名會員的美國訓練及發展協會（ASTD）手上接過優質培訓發展獎項。同年全球有131家機構角逐獎項，警察學院為全球21獲獎機構之一。警察學院獲獎原因為創出新猷，將教官和臨床心理學家聚集，針對人員以改進心理才能的特殊需要。推行心理才能訓練的其中一項關鍵政策就是將實際的警務工作經驗和心理學的專門知識聯同結合起來，使警員的專業素質進一步提升。因此，警察學院分別與心理服務課、香港大學、香港中文大學及嶺南大學合作設計及發展相關的培訓材料。心理才能訓練以混合學習模式推行，當中包括課堂學習、電子學習課程及自學教材，涵蓋的8個範疇，包括情緒管理、人際溝通技巧、衝突處理、安撫受害人技巧、輔導下屬及同事技巧、處理來自警務工作的壓力、承受巨大突發事件壓力、保持健康生活模式以及查問疑犯的心理技巧等等，設計出一套獨特的培訓課程，憑創新贏得國際榮譽。
2010年，警察學院製作的「Asia's Finest」短片贏得美國MerComm Awards Inc舉辦的2009至2010年 Mercury Awards 國際獎項。該得獎作品片長兩分鐘，是前任警察學院院長卓振賢博士去年參與國際刑警在加拿大舉辦的研討會時播放的短片，旨在向各國警務要員推廣香港警隊的正面形象。影片不單展示香港中西合璧的歷史文化及活潑跳脫的社會面貌，更表現出香港警隊是一支專業、關懷和充滿朝氣的隊伍。
2011年1月17日，警察學院推出了「法庭作證」電子學習套件，用以加強對法庭的認識、預備以及掌握信心。「法庭作證」學習套件涵蓋範圍、版面、動畫設計、模擬案件以至訪問兩名高級法庭檢控主任及臨床心理學家等。課程內容深入淺出，共分為7部分，當中除基本法庭知識及出庭前準備外，亦包括個案研習等。
2011年5月6日，警察學院管理學習科獲頒授ISO 9001:2008認證，成為學院內第3個獲香港品質保證局正式認證的「品質管理機構」。
2012年4月3日，由警察學院偵緝訓練科與培訓科技科研究及發展的系統──「偵途」，及由培訓科技科研究及發展的數碼演示系統，在該年度的香港資訊及通訊科技獎中，分別獲得最佳公共服務應用（電子轉化）銅獎和最佳公共服務應用（小型項目）銅獎。

## 訓練

### 學警訓練課程
學習警員需要接受為期27週的留宿訓練，包括接受警政心理學、警政社會學等香港專上教育水平的學科內容，及犯罪心理學、壓力管理、衝突管理、社區警政、警政與操守、警察與傳媒和心理學理論及運用等課程等等，以深化其職業訓練的實務知識和技巧。學員必須通過最後考試才能結業。

### 見習督察訓練課程
見習督察需要接受為期36週的留宿訓練，成功通過者，將會獲頒發警務領導及管理專業文憑（英文：Professional Diploma in Leadership and Management in Policing），即香港資歷架構第五級別（與學士學位相同級別）。

### 策略交通及道路管理訓練課程
策略交通及道路管理訓練課程（英文：Strategic Traffic and Road Management Training Course）於2012年開始由警察駕駛及交通訓練科舉辦，為期10天，內容包括道路街道設計、交通意外的管理及警務、道路安全的審核、道路工程至緊急交通管理的警務。除了警務人員外，運輸及房屋局官員亦有參與。

### 步操教官課程
步操教官課程為期兩週，訓練時間為每天早上8時至下午5時半。

### 體能訓練教官課程
體能訓練教官課程（英文：Physical Training Instructor Courses）為期8週，為定期每兩年年中舉辦一次。報考人必須對運動、體能訓練及戶外工作具有濃厚興趣，有志願就體能訓練、個人發展訓練、團隊建立訓練以及體育運動等等擔當教育事務，並且願意在該崗位駐守最少3年；而先決條件為思想成熟、體魄強健、能夠持續泅泳200米，並且擁有良好服務紀錄。報考人會進入為期一日的遴選考試，包括體能、游泳、拯溺及面試，成功通過者才會獲取錄入讀體能訓練教官課程。課程內容包括授課技巧、運動生理學、運動醫學及心理學入門、體能意識、急救、游泳、拯溺、控制反抗、團隊建立、遊繩、攀石、野外定向、執勤體能訓練以及個人發展訓練等等。而成功畢業者將會在香港警察學院或者警察機動部隊總部有體能訓練教官職位空缺時，獲得優先調派填補，負責教授正在接受訓練的學習警員和見習督察、擔任晉升及持續進修課程的導師，為在職警務人員提供體能訓練，亦可能被派遣駐守於特種單位，為有關人員度身訂做體能訓練課程。

### 體能訓練教官進修課程
於2011年7月11至15日，香港警察學院支援科體能訓練及急救課舉辦了首個體能訓練教官進修課程（Physical Training Instructor Refresher's Course），旨在更新體能訓練教官對體適能的專業知識，為定期每兩年年中舉辦一次。。課程為期5天，包括理論及實踐的部分。理論部份講解運動科學的基礎知識，如運動生理學、健康評估、預防運動創傷及運動處方等。實踐部份包括團隊建立、跑步訓練、健身訓練及拯溺訓練等。於課程完結前，所有體能訓練教官必須考獲由香港拯溺總會所頒授的拯溺銅章的救生資格。

### 流動戰術教學團
流動戰術教學團（英文：Mobile Training Team）由香港警察學院槍械訓練科的教官所組成，功能主要是訓練外地的教官，以及開辦辦程，交流各國警務戰術訓練的設計概念、教學理念及指導技巧。流動戰術教學團成立至2011年10月，單是中國，已經到訪過16個省會 及1個自治區，為各地公安機關訓練1,220名教官。課程為期5天，內容主要以授課、示範及模擬實戰訓練的形式來進行，包括盤問、截查、拘捕及控制可疑人士的技巧、車輛檢查、控制和處理挾持人質事件現場等。
此外，香港警察學院亦有應國際刑警培訓處之邀，委派教官赴埠進行教授國際刑警。包括於2011年，香港警察學院委派在警隊專責培訓教官及主持演講技巧課程的警司羅振雄，於1月25至27日間前往法國里昂，為來自12個不同國家的國際刑警舉辦兩次的演講技巧工作坊，參加者包括了法國、意大利、尼日利亞、保加利亞、巴西及俄羅斯等等。

### 高級指揮課程
高級指揮課程（英文：Senior Command Course）為期14星期，為警司級人員而設，旨在強化人員的專業才能，以應付目前和將來所可能面對的挑戰。課程首先為為期4星期的網上學習；然後是為期兩星期的課程，內容分為3個單元：自我領導及領導才能、警政概況及組織效能；課程內容包括與聖路易斯華盛頓大學合作舉辦，為期兩日的审辩式思维環節，協助學員於未來掌握決定策劃的技巧。此外，亦有邀請客席講師教授內部溝通、邀請時事評論員分析香港社會概況、邀請教授與學員討論社交媒體及顧客服務概論、邀請人力資源專家講解多代勞動人口問題，以及邀請警務人員講述社區關係等等。於2011年11月7日舉行的高級指揮課程中，除了香港警務人員，倫敦警察廳、南澳洲洲警察隊、澳大利亞聯邦警察、荷蘭警察學院和新加坡警察部隊的警司級人員都有參與。

### 國際警務行政發展課程
國際警務行政發展課程（英文：International Executive Development in Policing，縮寫IEDP）為期10個月，由香港警察學院與加拿大警察學院合作舉辦，旨在發展警察領導才能，當中包括兩個網上學習階段和兩個課堂面授階段。

## 獎項
香港警察學院每次舉行結業會操（英文：Passing Out Parade，縮寫POP）時，主禮嘉賓會向學業成績優異的學習警員和見習督察頒發獎項。2023年9月16日，香港中联办主任首次担任香港警队结业会操检阅官。

## 合作交流備忘單位
香港警察學院一直加強與中国大陆及海外執法機關和警察培訓機構的合作，藉以彼此的培訓交流及夥伴合作關係，分享知識和經驗。以下名單為已簽署交流備忘錄的單位：
- 英國倫敦警察廳
- 新加坡警察部隊
- 法國國家警察[58]
- 荷蘭國家警察局、荷蘭警察學院
- 廣東省公安廳、中國人民公安大學、廣東警官學院、中國刑事警察學院
- 韓國警察廳[59]
- 泰國皇家警察[60]
- （泰國曼谷分院）國際執法學院
- 馬來西亞皇家警察[61]
- 印度尼西亞國家警察（英语：Indonesian National Police）
- 加拿大皇家騎警[62]
- 澳大利亞聯邦警察、澳洲警察管理學院

## 軼事
訓練一名學習警員，須40萬港元；訓練一名見習督察，須60萬港元。
2007年至2008年年度及2008年至2009年年度，畢業率為74%。
未設有金鐘招募中心前及警察訓練學校前，招募警員通常都被安排在香港市區的香港政府部門或於警署進行。以1948年為例，投考處設於油麻地東方街的青年會內，其後西區警署亦曾作為招募處。每當有招募時，投考處每日會有多達3,000人至5,000人排隊輪候。當時，有人員會安放一支竹棍懸於空中，要求投考人陸續地於其下方行過，能夠通過這支掛於5呎5吋高的竹枝的投考人，方能進入量度體重環節。
1930年代，投考警員時沒有默書程序，直接由警官面試，身體無缺者大多能夠獲得取錄。
1940年代至1950年代，投考警員的程序是先行量度身高，隨後憑著考官對投考人的印象，挑選出適合的投考人進行讀默考試，最後接受體能測試。投考見習督察的程序是要求投考人擁有中學畢業學歷，而且具備良好的英語聽講以及英文書寫能力。符合條件的投考人，會先被安排以英語進行的遴選面試，過關後，投考人會被安排進行英文筆試，部分需要處境問題。成功通過的投考人，最後需要到中環的警務設置接受體能測試。
1950年代，在檔案紀錄殘缺不全的情況下，一些人會作假宣誓冒充為前警員的身分，在香港重光後，迫切用人之際，成功混水摸魚入職。一些前員佐級人員，作假宣誓，宣稱自己為警長級。可是人才短缺的情況很快就隨著中國政治環境改變而被扭轉過來，大批人民於1948年開始來到香港，當中不乏高學歷之輩，包括很多後來加入警察隊的人員。
1950年代，男性投考人的成功率為1%，女性投考人的成功率為10%。
1970年代，投考人須要達至小學六年級的畢業程度（可是當時的新入職人員，大多達至香港中學會考程度以至更高學歷），及年滿17歲半。

## 以警察訓練學校為題材的影視作品

### 電視劇
- 《新紮師兄》（1984年）
- 《學警雄心》（2005年）
- 《學警出更》（2007年）

### 教育電視
- 中三英文科 Camellia Series ——《Police Training》

### 活動
南區道路安全推擴日

## 爭議

### 學警副班主任涉騙取學警25萬
2019年10月，在警察學院擔任學警副班主任的警長歐智威，被廉政公署落案起訴，涉嫌於2012年12月17日至2013年6月30日期間，巧立名目向學警騙款及收錢，涉款共25萬元，當中包括購買上一班受訓警員留下的多項文具及設備，租用專業設備製作紀念相簿，又聲言可令學警不能畢業，即使畢業後也能為他們帶來麻煩；學警脅於警長的言行，只好唯命是從。
至2020年8月，案件於區域法院裁決，出庭作供的6名學警雖一致地將控罪概括大綱告知法庭，惟基於細節上差異，難以依賴他們的證供，故裁定被告罪名全部不成立，但就直指被告在錄影會面中謊話連篇，例如推卸造成責任予他人。

### 2020年6月學警實習考試作弊事件
於2020年5月，7名學警上月進行模擬實習考試時，原應使用全新筆記簿，惟涉事學警帶同及使用「有料」舊筆記簿應試，被指違反指引。按以往慣例，學警考試作弊必會被革走，但有警隊管理層疑因見招聘學警困難，最後決定只是整班重考了事，處理手法導致17名無辜要重考的正直學警不滿，質疑7名作弊學警何以可畢業做警察維持治安。警方其後證實涉事7名學警現正被紀律調查，表明他們不會與其他同班學警一同結業。

## 外部連結

### 官方網頁
- 香港警察學院（页面存档备份，存于）
- 警察駕駛及交通訓練科（页面存档备份，存于）

### 《警聲》
- 公開大學銜接課程　助人員終身學習（页面存档备份，存于）

### 警訊
- 《警訊》──警察學院（第一集）（页面存档备份，存于）
- 《警訊》──警察駕駛及交通訓練科（页面存档备份，存于）
- 《警訊》──警察槍械訓練科（页面存档备份，存于）
- 《警訊》──警察偵緝訓練科（页面存档备份，存于）

### 我愛香港協會
- 我愛香港協會 香港警察學院特輯（页面存档备份，存于）